# 木曽西
木曽西（きそにし）は、東京都町田市の町名。現行行政地名は木曽西一丁目から五丁目。郵便番号は194-0037。

## 地理
町田市の中西部に位置する。
東は山崎一丁目、木曽東三丁目、四丁目、南は木曽東二丁目と神奈川県相模原市中央区東淵野辺、西は神奈川県相模原市中央区淵野辺本町と根岸、北は忠生一丁目と山崎町がある。

### 住宅地
隣接する木曽東とは異なり、町内に大規模集合住宅は少ない。町内の住宅地は大部分が戸建住宅となっており、公営の集合住宅は一丁目の都営町田中里橋アパートのみで、その他の集合住宅は民間のマンションやアパートなどが中心である。
- 一丁目・四丁目・五丁目は、旧来からの戸建住宅地などが広がる。
- 二丁目・三丁目は、町田都市計画忠生土地区画整理事業地内に位置し、比較的新しい店舗や住宅地が広がる。

### 河川
- 境川 - 神奈川県相模原市との都県境付近を流れる。

### 地価
住宅地の地価は、2014年（平成26年）1月1日の公示地価によれば、木曽西1-20-5の地点で15万2000円/m2となっている。

## 歴史

### 沿革
- 2007年（平成19年）12月1日 - 木曽町、根岸町、山崎町の一部で住居表示を実施し、木曽西一、四、五丁目を新設。
- 2010年（平成22年）12月1日 - 神奈川県相模原市と境界の一部を変更。
- 2012年（平成24年）2月18日 - 木曽町、根岸町の一部で地番整理を実施し、木曽西二、三丁目を新設。

## 世帯数と人口
2018年（平成30年）1月1日現在の世帯数と人口は以下の通りである。
| 丁目         | 世帯数    | 人口    |
| ------------ | --------- | ------- |
| 木曽西一丁目 | 862世帯   | 1,997人 |
| 木曽西二丁目 | 372世帯   | 937人   |
| 木曽西三丁目 | 542世帯   | 1,402人 |
| 木曽西四丁目 | 710世帯   | 1,727人 |
| 木曽西五丁目 | 797世帯   | 1,965人 |
| 計           | 3,283世帯 | 8,028人 |

## 小・中学校の学区
市立小・中学校に通う場合、学区は以下の通りとなる。
| 丁目         | 番                                                                     | 小学校                 | 中学校                 | 選択可能校             |
| ------------ | ---------------------------------------------------------------------- | ---------------------- | ---------------------- | ---------------------- |
| 木曽西一丁目 | 全域                                                                   | 町田市立木曽境川小学校 | 町田市立木曽中学校     |                        |
| 木曽西二丁目 | 全域                                                                   | 町田市立木曽境川小学校 | 町田市立木曽中学校     |                        |
| 木曽西三丁目 | 全域                                                                   | 町田市立木曽境川小学校 | 町田市立木曽中学校     |                        |
| 木曽西四丁目 | 29～34番、35番37号 36番1～18号・20～38号 37番                          | 町田市立木曽境川小学校 | 町田市立木曽中学校     |                        |
| 木曽西四丁目 | 12番29号、24番1～5号・41号 25番2～31号、26～28番 35番1～36号、36番19号 | 町田市立木曽境川小学校 | 町田市立木曽中学校     | 町田市立忠生第三小学校 |
| 木曽西四丁目 | 1～11番 12番1～28号・30～47号 14～15番、17番                           | 町田市立忠生第三小学校 | 町田市立木曽中学校     |                        |
| 木曽西四丁目 | 13番、16番、18～23番 24番6～40号 25番1号・44～52号                     | 町田市立忠生第三小学校 | 町田市立木曽中学校     | 町田市立木曽境川小学校 |
| 木曽西五丁目 | 25～36番                                                               | 町田市立忠生第三小学校 | 町田市立木曽中学校     |                        |
| 木曽西五丁目 | 1～24番、37～45番                                                      | 町田市立忠生第三小学校 | 町田市立町田第三中学校 |                        |
| 木曽西五丁目 | 46番                                                                   | 町田市立山崎小学校     | 町田市立忠生中学校     |                        |

## 交通

### 路線バス
神奈川中央交通により、以下の路線が運行されている。
- 「木曽」バス停留所などから町田バスセンター・ターミナル行き、鶴川駅行き、橋本駅北口行き（一部便は多摩境駅経由）、淵野辺駅北口行きなどがある。
- 「上横町」バス停留所などから町田バスセンター・ターミナル行き、古淵駅行きなどがある。
- 「木曽南団地」バス停留所などから町田バスセンター行き、淵野辺駅北口行きなどがある。

### 道路・橋梁
- 東京都道47号八王子町田線（町田街道）
- 町田駅前通り
- 団地いちょう通り
- 忠生公園通り
  - 新中里橋
- 淡嶋通り
- 境川自転車歩行者専用道路（境川ゆっくりロード）
- 中里緑道

## 施設

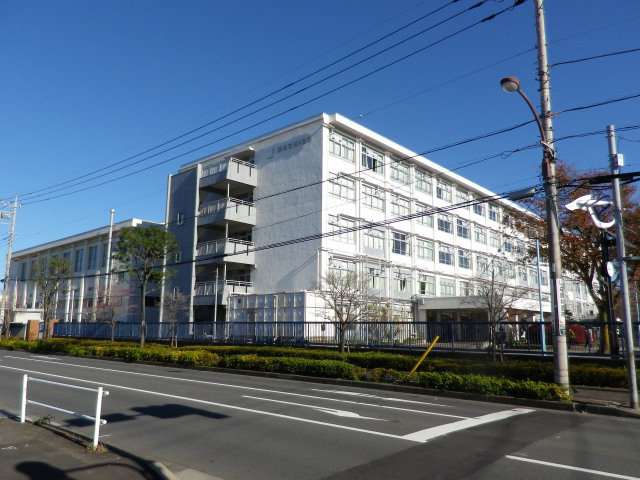
東京都立町田総合高等学校

教育
- 小学校
  - 町田市立木曽境川小学校

- 中学校
  - 町田市立木曽中学校

- 高等学校
  - 東京都立町田総合高等学校

商業
- ショッピングセンター305
  - スーパー三和
  - オリンピック
  - ノジマ
- サンドラッグ 町田木曽店
- クリエイトSD 町田山崎店
- クリエイトSD 町田木曽西店
- クリエイトSD 木曽南団地店
- ビーバープロ町田木曽店
- しまむら山崎店

郵便局
- 町田木曽西郵便局

寺院・神社
- 福昌寺 - 曹洞宗の寺院。
- 覺圓坊（覚円坊、木曽観音堂）
- 傳重寺（伝重寺）
- 秋葉神社

文化財
- 木曽一里塚（町田市指定文化財）